# Municipio 3 Odell
El municipio 3 Odell (en inglés: Township 3, Odell) es un municipio ubicado en el  condado de Cabarrus en el estado estadounidense de Carolina del Norte. En el año 2010 tenía una población de 12.348 habitantes.

## Geografía
El municipio 3 Odell se encuentra ubicado en las coordenadas 35°28′4.38″N 80°44′14.53″O / 35.4678833, -80.7373694.